# Косяченко Григорій Панфілович
Григорій Панфілович Косяченко (29 (16) вересня 1903, с. Черняхівка, нині Яготинський район, Київська область — 11 лютого 1935, Київ) — український поет доби Розстріляного відродження.

## Життєпис
Григорій Косяченко народився в селі Черняхівка у не багатій селянській родині. Він з дитинства наймитував у поміщицьких економіях. Закінчив середню комерційну школу у Києві. У 1925 році навчався в Київському інституті народного господарства.
Друкуватися почав 1924 року у газеті «Більшовик» та журналі «Глобус». Належав до «Гарту», Всеукраїнської спілки пролетарських письменників.
Перша книга — збірка «Віхоли» (1927). Наступні — «Залізна кров» (1927), «Схід сонця» (1928), «Шторм» (1929), «Полустанок» (1930), «Дорога» (1931), «Борня і дні» (1932).
Похований у Києві на Байковому кладовищі

## Творчість
Григорій Косяченко належить до революційно-реалістичної течії 1920 — 1930-тих років, у його поезіях відображалися тогочасні соціальні процеси в місті й на селі, краса рідного краю. Радянська вульгарно-соціологічна критика безпідставно звинувачувала його творчість в занепадництві, песимізмі.

## Твори
- Вибрані поезії, кн. 1. К. — Х., 1931.
- Косяченко Г. Шторм : поезії / Г. Косяченко. — Київ : Держ. вид-во України, 1929. — 92, 3 с. [Архівовано 23 січня 2021 у Wayback Machine.]
- Косяченко Г. Полустанок : поезії / Григорій Косяченко. — Харків ; Київ : Держ. вид-во України, 1930. — 148, 2 с. [Архівовано 19 січня 2021 у Wayback Machine.]
- Косяченко Г. Залізна кров : зб. друга / Г. Косяченко. — Харків : ВУСПП, 1927. — 35, 1 с. [Архівовано 23 січня 2021 у Wayback Machine.]
- Косяченко Гр. Дорога : поезії / Гр. Косяченко. — Харків ; Київ : Літ. і мистецтво, 1931. — 63, 1 с. [Архівовано 23 січня 2021 у Wayback Machine.]
- Косяченко Г. Віхоли : поезії / Г. Косяченко. — Київ : В-во ”Маса”, 1927. — 62, 2 с. [Архівовано 18 січня 2021 у Wayback Machine.]
- Косяченко Г. Вибрані поезії. Кн. 1 / Григорій Косяченко. — Харків ; Київ : Літ. і мистецтво, 1931. — 203, 4 с. [Архівовано 23 січня 2021 у Wayback Machine.]